# Zwarte nachtschade
De zwarte nachtschade (Solanum nigrum) is een in Eurazië algemeen voorkomende tot 40 cm hoge, eenjarige plant uit de nachtschadefamilie (Solanaceae). De plant is ook geïntroduceerd in Amerika, Australazië en Zuid-Afrika. De plant heeft een opgerichte, behaarde, vaak ietwat zwarte stengel.
De witte bloempjes hebben vijf puntige, naar achteren gebogen kroonbladen. De teruggebogen kroonbladen zijn wit tot vuilwit met gele helmhokjes. Na de bloei (juni tot september) ontwikkelen zich hieraan eerst groene, later zwarte bessen. De kelkbladen omsluiten de giftige bessen niet. De zaden ontkiemen pas bij vrij warm weer in april en mei.
De eironde tot driehoekige bladeren zijn golvend getand.

## Ondersoorten
Ondersoorten van zwarte nachtschade zijn;
- Zwarte nachtschade (Solanum nigrum subsp. nigrum) met gewone haren
- Beklierde nachtschade (Solanum nigrum subsp. schultesii) met een viltige beharing van klierharen

## Landbouw
Vooral tussen de aardappels en tussen diverse fruit- en erwtachtigen wordt de plant door boeren als lastig onkruid ervaren. Het is een late kiemer, waardoor vaak een keer extra gespoten moet worden en doordat de aardappel en de zwarte nachtschade beide tot het geslacht Solanum behoren, hebben veel herbiciden effect op beide plantensoorten. De bessen van de zwarte nachtschade zijn even groot als de erwten en komen daardoor gemakkelijk in het product terecht.

## Giftigheid
De variëteiten van de zwarte nachtschade verschillen in giftigheid, zodat het eten van bessen van een onbekende variëteit risico's met zich brengt. Het gifgehalte kan ook beïnvloed worden door de groeiomstandigheden van de plant.
Alle delen van de plant kunnen giftig zijn en bevatten tot 0,524% droog gewicht aan glycoalkaloïden, waaronder solanine. Het vergif is het hoogst geconcentreerd in de onrijpe groene bessen, maar komt ook voor in rijpe bessen. Solanine in zwarte nachtschade kan zeer giftig zijn en mogelijk dodelijk.
Vergiftigingssymptomen treden pas op na zes tot twaalf uur na inname. Beginsymptomen kunnen zijn koorts, zweten, braken, buikpijn, diarree, verwardheid en sloomheid. De dood volgt door een hartstilstand en het stoppen van de ademhaling. Er zijn kinderen en vee overleden na het eten van onrijpe bessen. Vee is ook doodgegaan aan nitraatvergiftiging door het eten van bladeren van zwarte nachtschade.
Hoewel veel publicaties melden dat gekookte rijpe vruchten van de zwarte nachtschade veilig kunnen worden gegeten, kan dit niet worden toegeschreven aan een normale kooktemperatuur omdat solanine pas bij ca. 243°C wordt afgebroken. Er zijn etnobotanische verslagen van S.nigrum waarin bladeren en jonge spruiten als groente worden gekookt waarbij het kookvocht meerdere malen wordt afgegoten om toxines te verwijderen.

## Gebruik
De plant bevat solanine, saponine, solaceïne en solaneïne. Plantendelen worden in de fytotherapie wel lokaal toegepast bij de behandeling van oppervlakkige abcessen en ontstekingen.

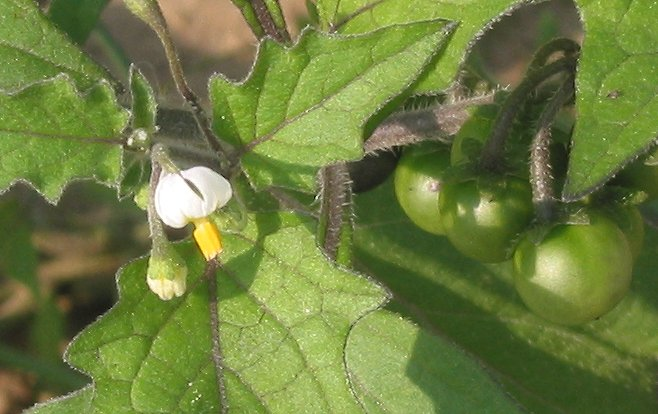
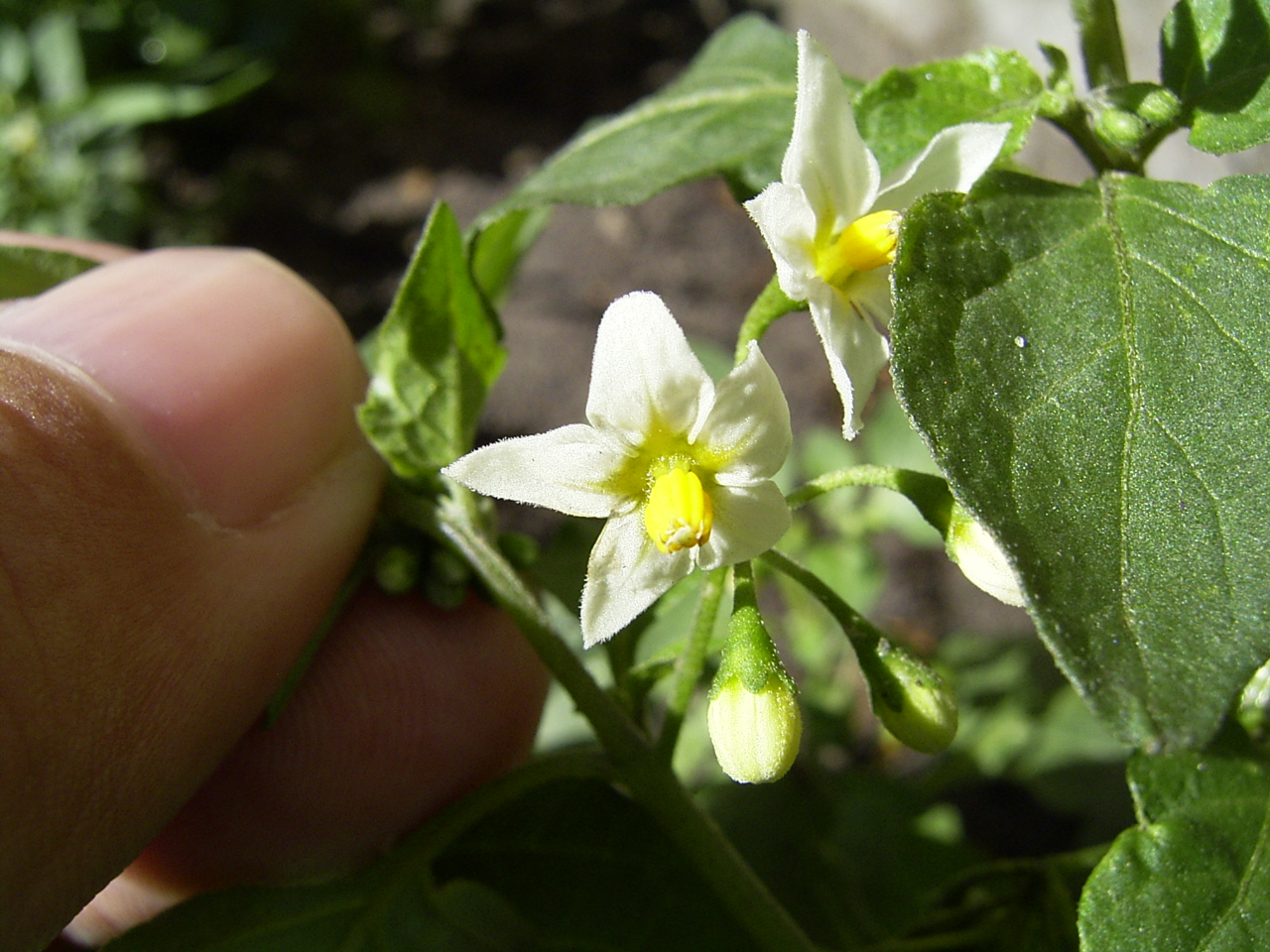
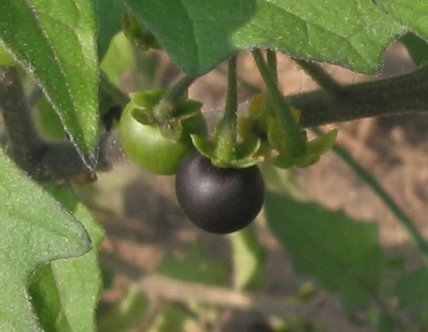

... · 
S. bauerianum · 
S. crispum · 
S. dulcamara (Bitterzoet) · 
S. jasminoides (Klimmende nachtschade) · 
S. lycocarpum · 
S. lycopersicum (Tomaat) · 
S. macrocarpon (Antruwa) · 
S. melongena (Aubergine) · 
S. muricatum (Pepino) · 
S. nigrum (Zwarte nachtschade) · 
S. nigrum subsp. schultesii (Beklierde nachtschade) · 
S. physalifolium (Glansbesnachtschade) · 
S. quitoense (Lulo) · 
S. sodomaeum (Sodomsappel) · 
S. sessiliflorum (Orinoco-appel) · 
S. triflorum (Driebloemige nachtschade) · 
S. tuberosum (Aardappel) · 
S. uporo (Kannibaaltomaat) · 
S. villosum (Donsnachtschade) · 
S. wendlandii (Costa Ricaanse nachtschade) · 
...